# Figa (Słowacja)
Figa (węg. Gömörfüge lub Füge) – wieś (obec) na Słowacji położona w kraju bańskobystrzyckim, w powiecie Rymawska Sobota. Pierwsze wzmianki o miejscowości pochodzą z roku 1294. 
Według danych z dnia 31 grudnia 2012, wieś zamieszkiwało 419 osób, w tym 197 kobiet i 222 mężczyzn.
W 2001 roku rozkład populacji względem narodowości i przynależności etnicznej wyglądał następująco:
- Słowacy – 42,16%
- Czesi – 0,51%
- Romowie – 11,31%
- Rusini – 0,26%
- Węgrzy – 43,7%

Ze względu na wyznawaną religię struktura mieszkańców kształtowała się w 2001 roku następująco:
- Katolicy rzymscy – 48,84%
- Ewangelicy – 2,06%
- Ateiści – 34,45%
- Nie podano – 4,88%